# Fonfrède et Becker
Fonfrède et Becker est un duo musical  français composé de Claude Fonfrède et Dominique Becker.

## Biographie
Après avoir mené une carrière solo, au début de laquelle il est apparu par exemple en présence de Pascal Sevran au Petit Conservatoire de Mireille, Claude Fonfrède a composé et interprété plusieurs albums en duo avec Jacqueline Pons. Il est aussi auteur de musiques de films. Il fonde un duo musical avec Dominique Becker. Cette dernière a été, comme lui, également actrice de façon occasionnelle. Le duo a notamment réalisé plusieurs albums de comptines pour enfants.

## Discographie du duo
- Chansons en l'air, SFPP
- Derrière la porte, SFPP

Textes de Pierre Gamarra :
- Voici Noël, Édition Studio S.M, 1987
- J’écoute, Je chante, Le Théâtre de l'image, 1990
- Fonfrède et Becker chantent Pierre Gamarra : Chansons de ma façon (Chansons pour les petits), Le Théâtre de l’image, 1996
- Les Aventuriers de l’alphabet : L’Abécédaire des animaux, livre-CD, Éditions Mango, 2002, graphisme d'Aurélia Grandin ; CD, Le Théâtre de l’image, 2008
- Mon ABCD des chansons traditionnelles, éditions Gründ, 2011